# Ирисовые
И́рисовые (лат. Iridáceae; или Каса́тиковые) — довольно значительное по количеству родов растений семейство порядка Спаржецветные. Состоит исключительно из многолетних травянистых форм с весьма разнообразно устроенными корневищами.
По системе классификации APG II включает 72 рода, среди них такие хорошо известные декоративные растения, как Ирис (Касатик), по которому семейство получило своё название, Гладиолус (Шпажник) и Крокус (Шафран).

## Распространение и среда обитания
Обширно распространены почти по всему свету, причём ясно заметны два центра распространения: Капская область и оттуда по всей Африке и Европе до 60° с. ш., вообще по Старому Свету (Iris, Crocus, Galaxia, Ixia, Romulea, Gladiolus), a другой центр — тропическая и подтропическая Америка (Moraea, некоторые виды из родов Iris, Sisyrinchium и другие).

## Ботаническое описание
У большинства представителей семейства корневище горизонтальное, более или менее шишковатое, с кольцеобразными рубцами от отпавших листьев, на растущем конце переходящее в стебель с листьями и цветками; при основании стебля в углу одного из низовых листьев залегает угловая почка, развивающаяся на следующий год и служащая для продолжения корневища; кроме того, из углов низовых листьев выступают подземные побеги, с помощью которых корневище разветвляется; цветоносный стебель ежегодно отмирает. У других ирисовых (крокус, некоторые виды ириса, гладиолус) корневище сильно укорочено и разрослось в ширину, представляя так называемую луковицеобразную шишку (лат. bulbo-tuber), нарастающую своею верхушкой ежегодно.
Листья у большинства ирисовых располагаются в два очерёдных ряда, сидят преимущественно на основании стебля вследствие короткости стеблевых колен и бывают троякие: низовые — плёнчатые, сухощавые или в виде полупрозрачных влагалищ, одевающих стебель с остальными его листьями; промежуточные — или истинные листья — наиболее развиты: они длинны, плоски, лентообразные или мечевидные, иногда серпом загнутые, у большинства ирисов обращены к стеблю ребром, а при основании расщепляются и обхватывают как стебель, так и вышесидящий лист; у немногих бывают также и четырёхгранные, узколинейные и стеблевые; наконец, верхушечные, или прицветные, часто плёнчатые, желобчатые, образующие при цветках род поволоки, прикрывающей их до распускания.
Цветки по большей части правильны, по тройному типу, из частей околоцветника, расположенных в два кольца; наружные доли крупнее внутренних; тычинок только три (лишь у одного рода Campynema их шесть), и сидят они против наружных долей околоцветника (покроволистиков), из чего следует заключить о недоразвитии трёх тычинок, соответствующих трём внутренним покроволистикам. У некоторых все шесть покроволистиков совершенно равны (крокус), но у большинства наружные три отличаются от внутренних, а у многих все вместе срастаются в трубку, особенно длинную у шафранов — нередко до 10 см. Завязь у всех нижняя, трёхгнёздая, с тремя лепестковидными рыльцами, которые иногда (у ирисов) бывают сильнее развиты, чем настоящие лепестки, и легко могут быть приняты за последние при поверхностном обзоре; у других ирисовых столбик завязи простой, но он всегда распадается на три более или менее лепестковидных рыльца. У большинства ирисовых цветки собраны кистями или метёлками, крупные и яркие, у немногих одиночные.
Формула цветка:
{\displaystyle \uparrow P_{{3+3}\;or\;{(3+3)}}\;A_{3}\;G_{({\overline {3}})}}.
Плод — многосемянная коробочка, лопающаяся на три створки.
Цветки большинства ирисовых специализированы к опылению насекомыми, некоторые виды родов Watsonia, Babiana, Chasmanthe опыляются птицами.

## Систематика
В конце XIX — начале XX веков ботаники подразделяли семейство на три подсемейства:
I. Crocoideae, шафрановые — низкие травы с луковицей или шишкой и одним конечным цветком. Ареал — Капская область и Средиземноморье. Сюда относили роды Крокус, или Шафран (Crocus L.) с 60 видами; Ромулея (Romulea Maratti) с 50 средиземноморскими видами, Сирингодея (Syringodea Hook.) и Галаксия (Galaxia Thunb.) — по 3 вида.
II. Iridoideae, ирисовые собственно — высокие формы с ясным стеблем, подымающимся от корневища или шишки; цветки — по нескольку, реже одиночные. Сюда относили 35 родов, из которых наиболее крупные Ирис, или Касатик (Iris L.); Морея (Moraea L.) — до 40 африканских видов и 9 американских видов ; бразильская Либерция (Libertia Spreng.) с плоско-разогнутыми цветками; Сисиринхиум, или Голубоглазка (Sisyrinchium L.) — около 50 американских видов, цветки с 6 одинаковыми долями околоцветника; капская Аристея (Aristea Aiton) с 13 видами.
III. Ixioideae, иксиевые — стебель облиственный, выходит из луковицы. Сюда относили роды Иксия (Ixia L.); Тритония (Tritonia Ker Gawl.) с 18 капскими видами; Гладиолус, или Шпажник (Gladiolus L.) с 90 европейско-африканскими видами, цветки неправильные, двусимметричные; Антолиза (Antholyza L.) (или Куниния (Cuninia Mill.)).
The Plant List насчитывает 80 родов и 2315 видов.

## Значение и применение
Главное применение ирисовых — в декоративном цветоводстве повсюду в мире (ирис, крокус, гладиолус, сизиринхий, иксия, тигридия, фрезия и др.).
Корневища некоторых ирисовых, например, ириса флорентийского (Iris florentina L.), находят медицинское применение.
Высушенные рыльца цветков Крокуса посевного (Crocus sativus L.) дают дорогую пряность шафран.
Многие растения семейства содержат эфирные масла, в некоторых найдены алкалоиды.

## Роды
По данным GRIN:
- Ainea Ravenna
- Alophia Herb.
- Aristea Sol. ex Aiton — Аристея
- Babiana Ker Gawl. ex Sims — Бабиана
- Bobartia L. — Бобартия
- Calydorea Herb.
- Cardenanthus R.C.Foster
- Chasmanthe N.E.Br. — Хазманта
- Cipura Aubl.
- Cobana Ravenna
- Crocosmia Planch. — Крокосмия
- Crocus L. — Шафран, или Крокус
- Cyanixia Goldblatt & J.C.Manning
- Cypella Herb.
- Devia Goldblatt & J.C.Manning
- Dierama K.Koch
- Dietes Salisb. ex Klatt — Диэтес
- Diplarrhena Labill. — Дипларрена
- Duthiastrum M.P.de Vos
- Eleutherine Herb.
- Ennealophus N.E.Br.
- Ferraria Burm. ex Mill. — Феррария
- Fosteria Molseed
- Freesia Eckl. ex Klatt — Фрезия (syn. Anomatheca, Lapeirousia)
- Geissorhiza Ker Gawl.
- Gelasine Herb.
- Geosiris Baill. — Геосирис
- Gladiolus L. — Шпажник, или Гладиолус (syn. Oenostachys, Homoglossum, Anomalesia, Acidanthera)
- Herbertia Sweet
- Hermodactylus Mill.
- Hesperantha Ker Gawl. — Гесперанта (syn. Schizostylis)
- Hesperoxiphion Baker
- Iris L. — Касатик, или Ирис (syn. Belamcanda)
- Isophysis T.Moore — Изофизис
- Ixia L. — Иксия
- Kelissa Ravenna
- Klattia Baker — Клаттия
- Lapeirousia Pourr.
- Lethia Ravenna
- Libertia Spreng. — Либертия
- Mastigostyla I.M.Johnst.
- Melasphaerula Ker Gawl.
- Micranthus (Pers.) Eckl. — Микрантус
- Moraea Mill. — Морея (Синоним.: Bernardiella, Galaxia, Gynandiris, Hexaglottis, Homeria, Sessilstigma, Roggeveldia)
- Nemastylis Nutt.
- Neomarica Sprague — Неомарика
- Nivenia Vent. — Нивения
- Olsynium Raf.
- Onira Ravenna
- Orthrosanthus Sweet
- Patersonia R.Br. — Патерсония
- Pillansia L.Bolus
- Pseudotrimezia R.C.Foster
- Radinosiphon N.E.Br.
- Romulea Maratti — Ромулея
- Savannosiphon Goldblatt & Marais
- Sessilanthera Molseed & Cruden
- Sisyrinchium L. — Голубоглазка, или Сисюринхий
- Solenomelus Miers
- Sparaxis Ker Gawl. — Спараксис
- Sympa Ravenna
- Syringodea Hook. — Сирингодея
- Tapeinia Comm. ex Juss.
- Thereianthus G.J.Lewis
- Tigridia Juss. — Тигридия
- Trimezia Salisb. ex Herb.
- Tritonia Ker Gawl. — Тритония
- Tritoniopsis L.Bolus — Тритониопсис
- Watsonia Mill. — Уотсония
- Witsenia Thunb. — Витсения
- Xenoscapa (Goldblatt) Goldblatt & J.C.Manning
- Zygotritonia Mildbr.

Если род Iris L. принимается sensu stricto, то выделяются, например, роды:
- Alatavia Rodion.
- Belamcanda Adans. — Беламканда
- Chamaeiris Medik.
- Cryptobasis Nevski
- Dielsiris M.B.Crespo, Mart.-Azorín & Mavrodiev
- Eremiris (Spach) Rodion.
- Evansia (Alef.) Salisb. ex Decne.
- Gattenhofia Medik.
- Hermodactylus Mill.
- Iridodictyum Rodion. — Иридодиктиум
- Joniris (Spach) Klatt
- Juno Tratt. — Юнона
- Junopsis Wern.Schulze
- Limniris (Tausch) Rchb.
- Lophiris (Tausch) M.B.Crespo, Mart.-Azorín & Mavrodiev
- Pardanthopsis (Hance) L.W.Lenz — Пардантопсис
- Phaeiris (Spach) M.B.Crespo, Mart.-Azorín & Mavrodiev
- Rodionenkoa M.B.Crespo, Mart.-Azorín & Mavrodiev
- Sclerosiphon Nevski
- Siphonostylis Wern.Schulze
- Syrianthus M.B.Crespo, Mart.-Azorín & Mavrodiev
- Tectiris M.B.Crespo, Mart.-Azorín & Mavrodiev
- Xiphion Mill.
- Zhaoanthus M.B.Crespo, Mart.-Azorín & Mavrodiev